# Église Saint-Jacques d'Issime
L'église Saint-Jacques d'Issime (en töitschu, Sent Joapuksch Chilchu) se situe sur la place abbé Jean-Jacques Christillin, à Duarf (chef-lieu). Elle représente le siège de la paroisse d'Issime.

## Histoire
L'église est citée pour la première fois en 1184 dans une bulle du pape Lucius III. Au XIIe siècle, elle obtient l'autonomie de la paroisse de Perloz.
Le bâtiment actuel est le résultat d'une restauration entamée en 1683.

### La façade
La fresque du Jugement dernier sur la façade, voulu par père Jean Praz en 1698, est l'œuvre du peintre genevois Paul-François Biondi, sur le modèle d'une gravure réalisée à Anvers en 1615 par Pieter de Jode l'Ancien, celui-ci s'étant inspiré à son tour d'un tableau de Jean Cousin le Jeune de 1575.
Cette fresque a inspiré celle de la façade de l'église paroissiale Saint-Sauveur de Perloz.
En 2022, l'association culturelle locale Augusta a acquis une des impressions des incisions de Pieter de Jode l'Ancien, datant de la fin du XVIIe siècle, afin de l'inclure dans le musée paroissial d'art sacré.

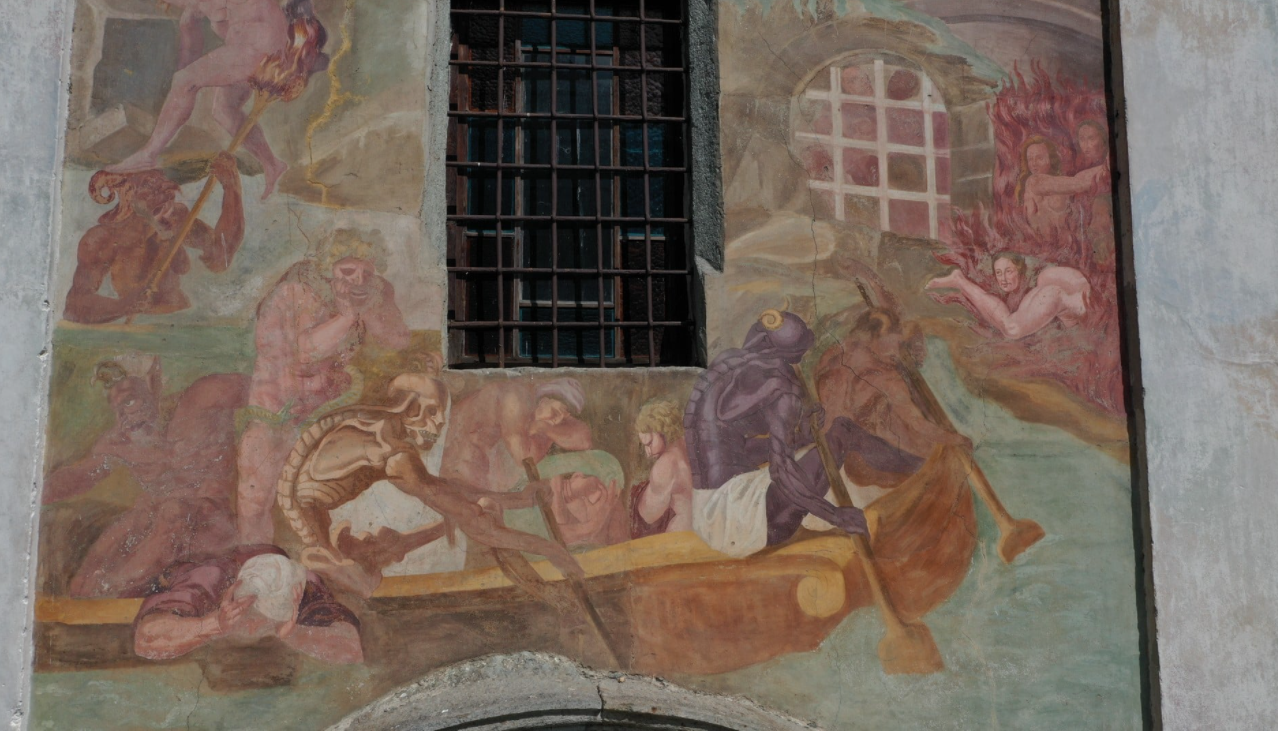
Paul-François Biondi, fresque, la poupe du bateau de Charon